# 井上治 (哲学者)
井上 治（いのうえ おさむ、1976年- ）は、日本の哲学者。大阪市出身。京都造形芸術大学准教授。旧嵯峨御所華道総司所学術顧問。文化庁文化審議会第15期文化政策部会委員。
専門分野は芸術哲学、伝統文化論。主な研究業績として、中世から近代にかけての花道思想の成り立ちと展開を「自然（おのずから）」の概念を軸に論じた『花道の思想』（思文閣出版、2016年）がある。

## 略歴
1976年、大阪市平野区に生まれる。京都大学大学院文学研究科博士後期課程を修了後、京都大学非常勤講師等を経て現職。

## 主な業績

### 単著
- 『花道の思想』思文閣出版、2016年
- 『歌・花・香と茶道』淡交社、2017年

### 掲載雑誌
- 『京の発言』2008年 - 2010年
- 『なごみ』淡交社、2017年
- 『工芸青花』新潮社、2017年 - 2018年

### TV出演等
- 日経スペシャル『私の履歴書』「小原豊雲」（2017年1月15日、BSジャパン）
- 京都ぶらり歴史探訪「銀閣から生まれた日本の美」（2017年6月13日、BS朝日）